# Bay (Somália)
Bay ou Bāy é uma região da Somália, sua capital é a cidade de Baidoa.